# 吉原雅斗
吉原 雅斗（よしはら まさと、1994年7月22日 - ）は、日本のタレント・俳優。男性グループBOYS AND MEN、およびその派生ユニットの誠、第七学園合唱部のメンバーである。
愛知県名古屋市出身。フォーチュンエンターテイメント所属。BOYS AND MENでのメンバーカラーは緑（深緑）。愛称はよしぴー、カピバラ、など。

## 略歴
生まれ、育ちとも名古屋市である。父親は消防士、母親は民謡歌手で書道家の家庭で、二人兄弟の弟として育つ。子供の頃は父親と同じ消防士になりたいと思っていた。一方で父親は大河ドラマが好きで、その影響から「時代劇に出たい」と芸能界入りを志すようになった。2010年、高校1年時の夏に母親が参加する予定であったドラマのエキストラに代わりで参加することになり、その撮影現場で芸能事務所からスカウトを受けたが、東京で活動はできないという事情からその話は流れた。これをきっかけに芸能活動をしたいと考えはじめ、その気持ちを汲み取った母親が愛知県内のいろいろな芸能事務所に履歴書を送った。名古屋の芸能事務所・ブリッジプロモーションに所属し、CM出演などの活動を始める。事務所には既にBOYS AND MENのメンバーとして活動していた先輩のタレントがおり、その誘いで旗揚げ公演『ストレートドライブ!』を観劇した。当時高校の同級生であった平松賢人も在籍する同年代のグループを見て、「（前事務所での）大人だらけの環境にいるよりも、この人たちと一緒に何かをしたい」と思い、グループ入りを決意する。2011年3月18日に公開オーディションに参加して、同日に本田剛文を含む数名とともにBOYS AND MENに加入した。
2012年からは内部ユニット・チームSのメンバーとして活動。2013年に高校を卒業し、大学の映像を学ぶ学科に進学した。BOYS AND MENプロデューサーの谷口誠治の提案により同年4月26日に誠に加入し、以後そのメンバーとして活動する。この間に前所属事務所から、BOYS AND MENの運営事務所である現事務所に移籍をしている。2016年3月に本田、平松との3人組ユニット・第七学園合唱部の結成を発表。
2019年4月から2020年3月まで、「テレビでハングル講座」の生徒役としてレギュラー出演していた。2021年7月には駐名古屋大韓民国領事館広報サポーターズに任命、2022年からは「古家正亨の韓流クラス」にレギュラー出演している。
2023年10月に自身初となるソロ楽曲『モノローグ』を配信リリース、2024年7月にはファーストソロシングル『Last Forever』をリリースした。

## 人物
身長は184cm、血液型はA型。13人編成時（2013年中頃）以降のBOYS AND MENの中で最年少であり、最も長身のメンバーである。特技は書道・ダンス、趣味は韓国・ゲーム・おしゃれ 。母親のほか祖父母も書道家であり、自身も書道で特待生の位を有している。
BOYS AND MENでのキャッチフレーズは「ゆとりが生んだ風雲児」。「カピバラ」と呼ばれるのは、顔がカピバラに似ていると言われるため。BOYS AND MENのメンバーは吉原について「誰とでもフランクに接することが出来てコミュニケーション能力が高い」・「多才」・「器用」・「おしゃれ」などとせいった評価をしており、吉原は自身について「『ゆとり』が滲み出ている」と分析している。同じく最年少である平松賢人とともに歌とダンスが得意であると公言して、グループ内でそれらをけん引する役割を担っている。平松とは同じ高校で同じテニス部に所属していたが、アクティブな吉原と対照的な平松とは、元々仲が良いわけではなかった。吉原の加入直後も平松は「自分のことで精一杯だった」という状況ですぐに距離は縮まらなかったが、次第に互いのことを「ライバル」と言う関係になる。同期加入の本田剛文とは、BOYS AND MENが常設劇場での公演を中心に活動していた時期に「ホワイトダルビッシュ」という漫才コンビを組んでいたことがある。
2015年に番組ロケで韓国に行ったことをきっかけに韓国への興味を持ち、グループ内の立ち位置としても韓国関係の仕事をすることが多い。
自宅にプロレベルの機材を揃える程のゲーム好きでもあり、大会に不定期で参加したり、自身でもAPEXの大会を2度主催したことがある。ゲーム配信のプラットフォームはTwitch、得意なジャンルはFPS。

## 出演

### テレビドラマ
- 中学生日記「囚われ少女」（2013年3月、NHK Eテレ）[12]
- 明日の光をつかめ -2013 夏-（2013年7月、東海テレビ）[17]
- メ〜テレドラマ「卒業」（2014年3月、メ〜テレ）[17]
- なぜ東堂院聖也16歳は彼女が出来ないのか?（2014年10月 - 12月、メ〜テレ） 松井 役
- 白鳥麗子でございます!（2016年1月 - 3月、地方局7局による共同制作）椎名健吾 役[35]
- 人狼ゲーム ロストエデン（2018年1月 - 3月、地方局などによる共同制作）辻遊馬 役
- ボイメン新世紀 祭戦士ワッショイダー（2018年4月 - 6月、CBCテレビ）吉原雅斗 役
- トクサツガガガ（2019年1月 - 3月、NHK総合）トライガー(声)[36] / ゴウ、土屋恭介 役
- ミナミの帝王ZERO（2019年4月 - 6月、関西テレビ）バンク 役
- サイレント・ヴォイス 行動心理捜査官・楯岡絵麻 Season2 第2話（2020年4月 - 5月、BSテレビ東京）吉田恭司 役
- 【日韓共同制作ドラマ】どーする？ごはん（2024年11月 - 、釜山MBC / 2025年1月 - 3月、テレビ愛知） マサト 役[37][38]

### その他のテレビ・インターネット番組
- ゴゴスマ -GO GO!Smile!-（2014年10月 - 2015年9月[注 1]、CBCテレビ）「ボイメン体操」メンバー
- ボイメン体操（2015年10月 - 、CBCテレビ）
- テレビでハングル講座（2019年4月 - 2020年3月、NHK Eテレ）[39]
- 恋するメソッド Season2（2021年9月 - 2021年11月、ABEMA）男性キャスト
- 古家正亨の韓流クラス（2022年2月 - 、テレビ愛知）[40]

### 映画
- サムライ・ロック（2015年）佐々佳彦 役
- 復讐したい（2016年）小寺諒 役
- 白鳥麗子でございます! THE MOVIE（2016年）椎名健吾 役
- BOYS AND MEN 〜One For All, All For One〜（2016年）吉原雅斗 役[41]
- 人狼ゲーム インフェルノ（2018年）辻遊馬 役
- ゼニガタ（2018年）[42]

### 配信ドラマ
- 学園のクローバー（2013年）[17]
- キスのカタチ「先輩」（2016年）遼平 役[43]
- TikTok怪談×ワンミニ女（2024年）谷保渉 役[44]

### 舞台
- ストレートドライブ!（2011年）大場 役[13]
- ホワイト☆タイツ（2011年 - 2012年）石黒哲也 役ほか
- ストレートドライブR（2012年）
- ホワイト☆タイツII（2012年 - 2013年）
- RETURNER（2013年 - 2014年）土方歳三 役ほか[45]
- ホワイト☆タイツ（2018年）
- ボイメンステージ 諦めが悪い男たち〜NEVER SAY NEVER〜（2020年3月）蒼井裕次郎、桃園大樹 役[46]
- Foodtruck FixYou〜full course〜（2021年4月 - 5月）蛭間明 役
- Cash on Delivery（2022年5月 - 6月）ミスター・フォーブライト 役[47]
- ミュージカル「マギ」-バルバッド狂騒曲-（2023年5月 - 6月） マスルール役[48]
- 義経千本桜 源平天外絵巻 (2023年12月)  義経 役[49]
- 新ミュージカル「スタミュ」（2024年1月 - 2月） - 鳳樹 役[50]
- 夢職人と忘れじの黒い妖精（2024年8月） - セブン 役[51][52]
- 新ミュージカル「スタミュ」-2ndシーズン-（2025年3月） - 鳳樹 役[50]
- デスティニー -アドラメレクの鏡-（2025年4月 - 5月）[53]
- ミュージカル「四月は君の嘘」（2025年8月 - 10月） - 渡亮太 役（島太星とWキャスト）[54]

### 吹き替え
- ドクター・ストレンジ（2017年）[55]
- 結婚契約（2024年）[56]
- この恋は初めてだから（2024年） - 12話 学校の教師役[57]

### ラジオ
- 酒井直斗・吉原雅斗のしゃかりきコロンブス（2015年1月・2016年1月、CBCラジオ）[58]
- 青春アドベンチャー 「元中学生日記」（2019年8月、NHK-FM）[59]

### CM
- 岐阜信用金庫（2012年）[12]
- 中部テレコミュニケーション「コミュファ光」（2016年）[60]

### その他
- 24時間テレビ「東海3県みんなで歌おう! 1130万人の大合唱団」（2014年、中京テレビ） - 「歌声集め隊」メインパーソナリティ[61]
- スカパー！チンチャ韓サムDAY vol.1 イ・サンヨプ（2023年3月） - イベントMC[62]
- Rdy? Vol.1 - vs Games - （2024年12月）-  Rdy?選抜チーム[63]

## 作品

### シングル
|     | 発売日       | タイトル     | レーベル | 備考                                                 |
| --- | ------------ | ------------ | -------- | ---------------------------------------------------- |
| 1st | 2024年7月9日 | Last Forever | NDR      | テレビ愛知「古家正亨の韓流クラス」エンディングテーマ |

### 配信シングル
- モノローグ（2023年10月）

### 電子書籍
- 写真集『NO LIMIT: YOSHIHARA』（2015年、中京テレビ放送）[64]
- CanCam デジタルフォトブック 『吉原雅斗 COLOR-10 “GREEN”』（2018年、小学館）[65]
- 吉原雅斗デジタル版 BOYS AND MEN THANKS! AT DOME LIVE（2019年、講談社）[66]

### 作詞
以下はすべて第七学園合唱部「Masato」名義。
- チキン（2016年、アルバム『チキン』）[67]
- 初愛。（同上）[67]
- 勿忘草（2017年、DVD『第七学園合唱部 第一回定期演奏会』）
- I can never save you（2017年、DVD『第七学園合唱部 第二回定期演奏会』）